# Казирате Олона (Милано)
Казирате Олона је насеље у Италији у округу Милано, региону Ломбардија.
Према процени из 2011. у насељу је живело 299 становника. Насеље се налази на надморској висини од 90 м.